# Stephanurus
Stephanurus ist eine Gattung der Fadenwürmer. Sie ist die einzige Gattung in der Tribus Stephanurini und enthält 19 Arten. Sie sind Parasiten der Schweine, wo sie im Nierenlager parasitieren. Das Verbreitungsgebiet umfasst Nord- und Südamerika, Afrika, Australien und den Malaiischen Archipel.

## Merkmale
Die Mundhöhle ist annähernd rund, dickwandig und nach vorn gerichtet. Ihrie Vorderkante ist durch sechs girlandenartige Bogen charakterisiert, von denen der rückenseitige und der bauchseitige am besten entwickelt sind. Am Boden der Mundhöhle, am Übergang zum Ösophagus sind sechs bis 10 Zähne angeordnet. Die großen Kopfdrüsen reichen fast über die gesamte Länge des Fadenwurms. Die Begattungstasche (Bursa copulatrix) der Männchen ist gering entwickelt, ihre bauchseitigen Rippen liegen dicht beieinander, die seitlichen reichen bis in einen gemeinsamen Stamm, die medio- und posteriorolateralen sind proximal vereinigt. Die Dorsalrippe ist dick, distal in zwei bis drei Äste gespalten und von der externodorsalen Rippe separiert. Die beiden Spicula sind etwa gleich groß, eine Leitstruktur (Gubernaculum) vorhanden. Die Vulva der Weibchen liegt etwas vor dem Anus. Das Hinterende ist etwas nach unten gebogen und verengt sich hinter dem Anus in eine kleine konische Papille. Beidseits des Anus liegen große sublaterale Papillen.